# Esperimento di Ørsted

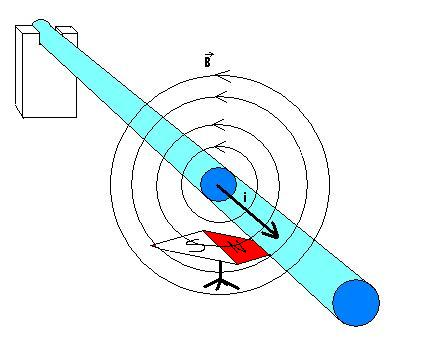
Esemplificazione dell'esperimento di Ørsted

L'esperimento di Ørsted (o Oersted, a seconda della traslitterazione), dal nome del fisico che lo condusse nel 1820, Hans Christian Ørsted, fu cronologicamente il primo esperimento a dimostrare una correlazione tra la corrente elettrica e il campo magnetico. (Escludendo a priori l'esperimento di Gian Domenico Romagnosi avvenuto 18 anni prima, ma mai riconosciutogli a causa della scarsità di fama nel mondo scientifico).

## Caratteristiche
In realtà un'identica esperienza fu compiuta già nel 1802 dall'illustre cittadino di Salsomaggiore Terme Gian Domenico Romagnosi, prima pubblicazione del 3 agosto 1802, "Ristretto dei Foglietti Universali di Trento",  spesso detto erroneamente "Gazzetta di Trento," "Articolo sul Galvanismo" e seconda pubblicazione il 13 agosto 1802 su "Notizie Universali" detta anche "Gazzetta di Rovereto" ma venne ignorata dalla comunità scientifica internazionale. Lo stesso Ørsted scriveva in una pubblicazione dell'Enciclopedìa di Edimburgo nel 1830, che "... la conoscenza del lavoro di Romagnosi avrebbe anticipato la scoperta dell'elettromagnetismo di diciotto anni..."
Mentre preparava il materiale per una lezione, Ørsted scoprì qualcosa che lo sorprese molto: egli avvicinò una bussola magnetica ad un filo elettrico in cui scorreva corrente e l'ago magnetico della bussola si mosse improvvisamente. Ørsted fu così sorpreso che ripeté l'esperimento.
Egli realizzò un circuito con il filo conduttore in direzione nord-sud fissata dai poli geografici. Al di sotto del filo, mise l'ago magnetico che si indirizzò spontaneamente lungo la stessa direzione del filo. Chiuse il circuito e notò che appena la corrente passava per il conduttore, l'ago magnetico deviava la propria direzione e se la corrente fornita era di alta intensità, la direzione diventava perpendicolare a quella del filo. 
Ne concluse che un conduttore percorso da cariche elettriche in movimento genera nello spazio circostante un campo magnetico e se la corrente è abbastanza intensa, l'ago punta in direzione perpendicolare alla direzione del filo.
Era noto fino ad allora che un magnete faceva spostare l'ago di una bussola posto nelle vicinanze. Le interazioni note in fisica erano tra un insieme di masse, o un insieme di cariche o di magneti, mentre non erano state scoperte ancora interazioni massa-carica, massa-magnete ovvero carica-magnete.
Le linee di forza del campo magnetico (B) generato da un filo percorso da corrente (i) sono circolari e concentriche tra loro (il centro comune è il filo per cui passa la corrente). Il verso del vettore-campo magnetico si intuisce con la regola della mano destra: puntando il pollice nel verso della corrente elettrica, le altre dita si chiudono nel verso del campo indicando così il verso del campo magnetico.
Il tutto si può anche facilmente capire usando della limatura di ferro posta su un cartoncino attraversato da un filo conduttore. Dopo qualche secondo si nota che la limatura si dispone in maniera concentrica al filo conduttore.